# Букебай
Букеба́й (каз. Бөкебай) — село у складі Бескарагайського району Абайської області Казахстану. Входить до складу Баскольського сільського округу.
Населення — 269 осіб (2021; 345 у 2009, 390 у 1999, 399 у 1989).
Національний склад станом на 1989 рік:
- казахи — 44 %
- росіяни — 32 %